# プレビタミンD3
プレビタミンD3（プレビタミン・ディー・スリー）は、ビタミンD3の中間体である。
コレステロールが代謝を受けてプロビタミンD3（7-デヒドロコレステロール）となったあと、皮膚上で紫外線を受けてステロイド核のB環が開き、プレビタミンD3（(6Z)-タカルシオール）となる。
プレビタミンD3は、自発的にビタミンD3（コレカルシフェロール）へ異性化する。プレビタミンD3からのビタミンD3（コレカルシフェロール）への転移は、室温では12日間で完了する。